# Copa do Mundo de Esqui Alpino de 2004
A Copa do Mundo de Esqui Alpino de 2004 foi a 38º edição da Copa do Mundo, ela foi iniciada em outubro de 2003 na Áustria e finalizada em março de 2004 na Itália.
O austríaco Hermann Maier venceu no masculino, enquanto no feminino a sueca Anja Pärson foi a campeã geral.